# بنف
بَنف (به انگلیسی: Banff) نام شهری توریستی واقع در پارک ملی بنف در استان آلبرتا در کشور کانادا است. شهر بنف در میان رشته‌کوه راکی و در کنار بزرگراه ترنس کانادا، در ۱۲۶ کیلومتری غرب کلگری و ۵۸ کیلومتری شرق دریاچه لوییس جای گرفته است.

## گردشگری

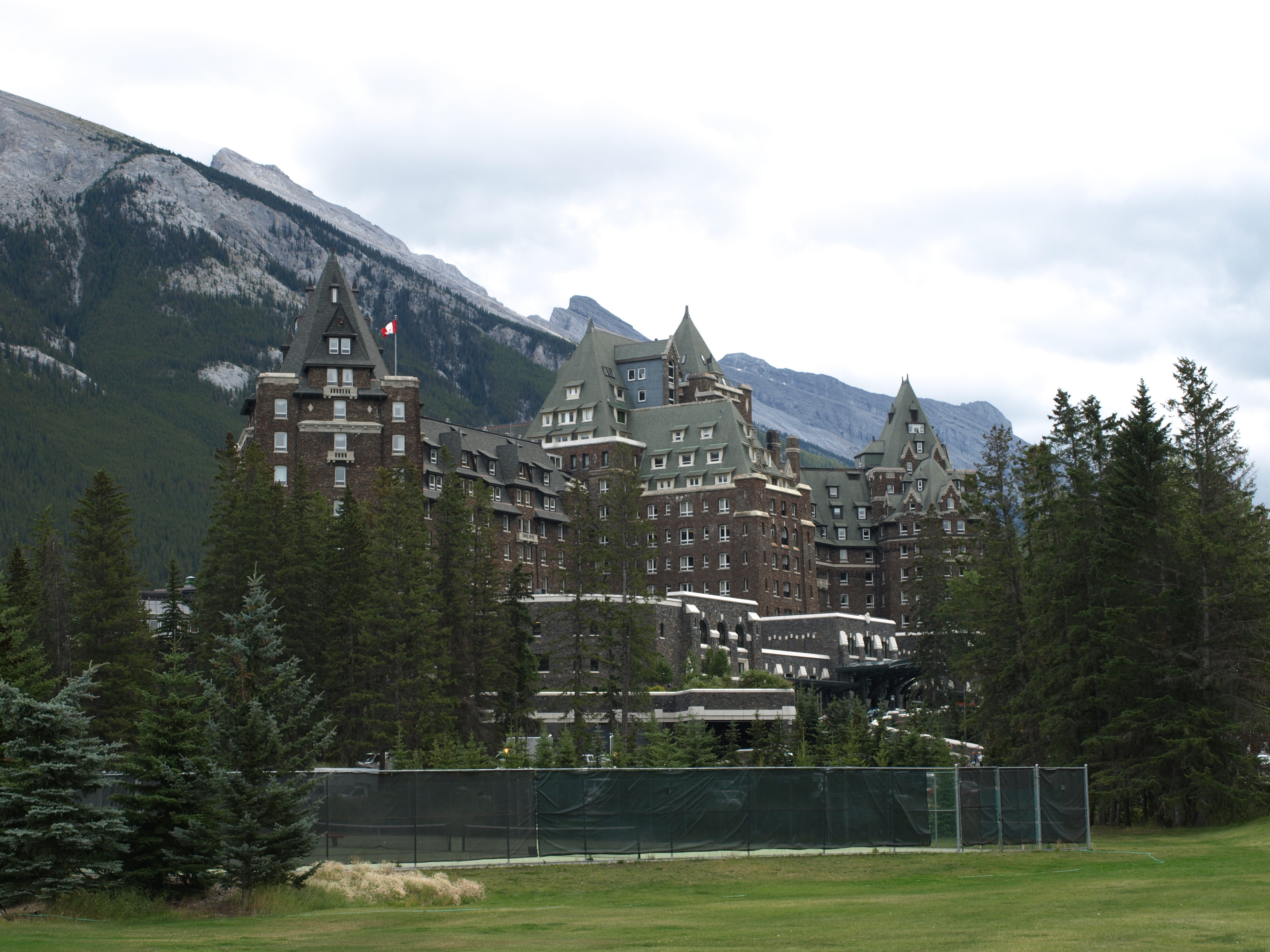
هتل فیرمونت بنف یکی از مکان‌های دیدنی شهر بنف است.

بنف یکی از محبوب‌ترین مقاصد گردشگری در کانادا است. این شهر به‌جهت قرارگیری در میان رشته کوه راکی، دارای محیطی کوهستانی بوده و چشمه‌های آب گرم فراوانی دارد. همچنین بنف یکی از مراکز مهم برای ورزش‌های فضای باز از قبیل پیاده‌روی کوهستانی، دوچرخه سواری و اسکی است.